# Schillerhaus (Oggersheim)

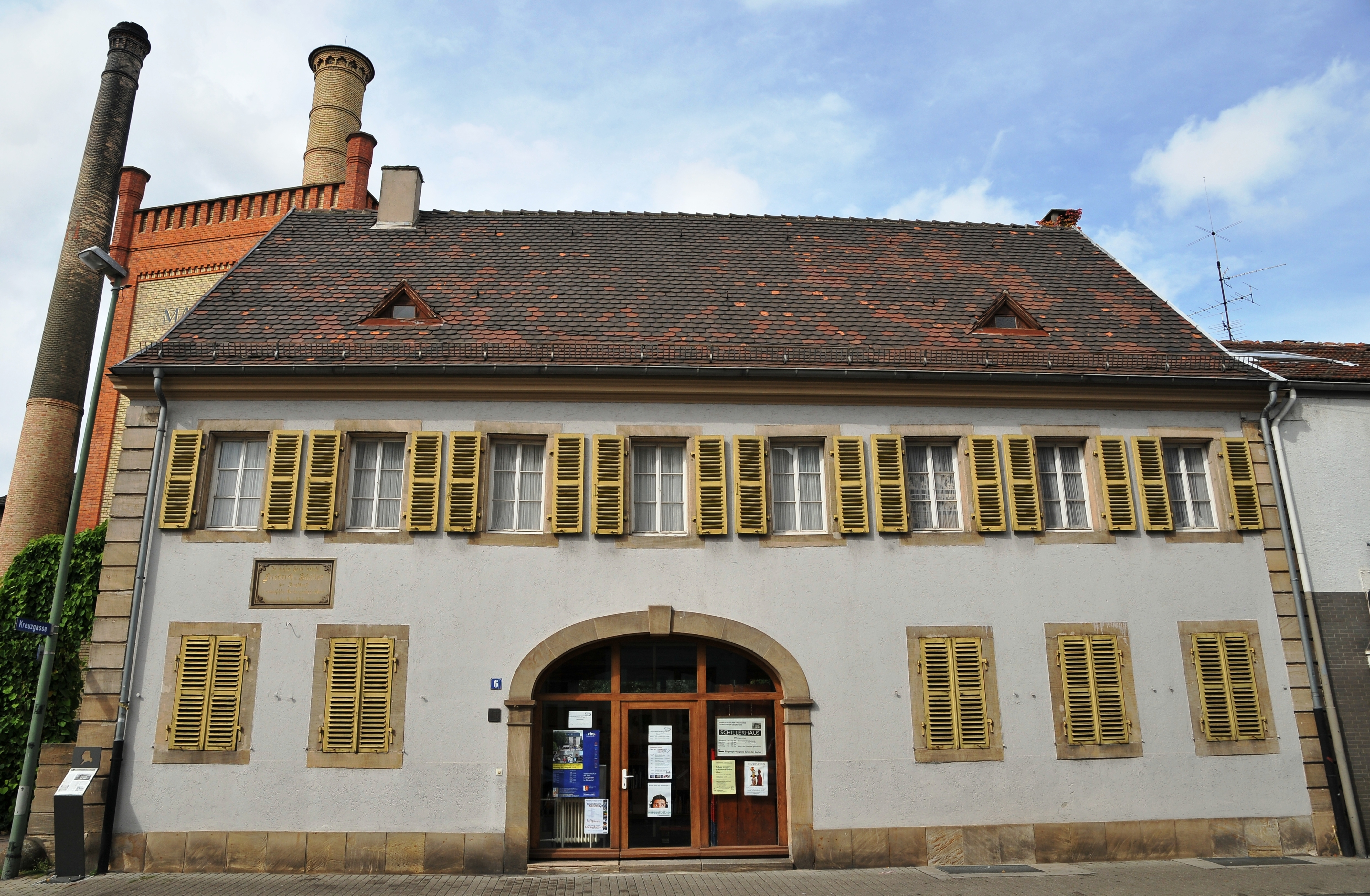
Straßenansicht des Schillerhauses

Das Schillerhaus ist ein Gebäude im Ludwigshafener Stadtteil Oggersheim.
In dem Gebäude war zu Schillers Zeit der Gasthof Zum Viehhof, in den Mauern der Stadt an der Straße nach Speyer gelegen. Der Wirt Josef Heinrich Schick betrieb den Gasthof. Friedrich Schiller herbergte dort als „Dr. Schmidt“ getarnt gemeinsam mit seinem Freund, dem Musiker Andreas Streicher, vom 13. Oktober bis 30. November 1782. Schiller war auf der Flucht: unerlaubt vom Herzogtum Württemberg nach Mannheim im Kurfürstentum Pfalz-Bayern gereist, hatte er der Uraufführung der Räuber beigewohnt, dafür zwei Wochen Arrest und nach weiteren Auseinandersetzungen mit seinem Landesherrn auch Schreibverbot erhalten. In Oggersheim begann Schiller neben der geforderten Überarbeitung des Fiesko ein neues Stück, Luise Millerin, später: Kabale und Liebe zu schreiben. Schiller und sein Freund Streicher verließen Oggersheim 1782. Die Wege der beiden Freunde trennten sich, Schiller fand in Bauerbach/Thüringen bei Henriette von Wolzogen eine neue Bleibe. Er konnte 1783 bei einer kurzen Rückkehr nach Oggersheim die angeschriebenen Schulden für ihre Unterbringung im Gasthof Zum Viehhof begleichen.

## Geschichte des Gebäudes

### Gasthof und Schillergedenken
Das Gasthaus „Zum Viehhof“ wurde um 1750 erbaut. Der Wirt Josef Heinrich Schick aus Dürkheim kaufte es 1764, im gleichen Jahr hatte er Johanna Elisabeth Behret aus Speyer geheiratet. Sie hatten zwölf gemeinsame Kinder. Ihr erstes Kind, die Tochter Johanna Elisabeth, kam 1765 zur Welt, die 1788 einen Sohn des Oggersheimer Ratsherren Johann Georg Sachs heiratete. Schon um 1800 wurde der „Viehhof“ nicht mehr als Gasthaus betrieben, das Haus wurde nach dem Tod Schicks an die Familie Götz verkauft. Die Gedenktafel, die heute an diesem Haus zu sehen ist, stammt von 1856. Der ehemalige bayerische König Ludwig I. ließ sie dort anbringen. 1859, zu Schillers 100. Geburtstag, fand hier eine größere Gedenkfeier statt, und die Speyerer Straße wurde als eine der ersten Straßen in Oggersheim mit einer bewussten Widmung in Schillerstraße umbenannt.

### Wohn- und Geschäftshaus
Ende 1800 wurde das Haus im Parterre als Laden und im Obergeschoss als Wohnung von Kaufmann und Bürgermeister Philipp Götz genutzt. Im Zweiten Weltkrieg wurde das Gebäude teilweise zerstört. 1956 kaufte es die Stadt Ludwigshafen am Rhein und renovierte das Objekt unter Erhalt der übriggebliebenen alten Substanz.

### Schillergedenkstätte
Seit 1959 ist das Haus „Schillergedenkstätte“. Sie wird von der Stadt Ludwigshafen am Rhein und dem Heimatkundlichen Arbeitskreis betrieben, im Obergeschoss als Museum und als Veranstaltungsraum für Lesungen, Vorträge und Wechselausstellungen. Im Untergeschoss befindet sich die Stadtteilbibliothek.

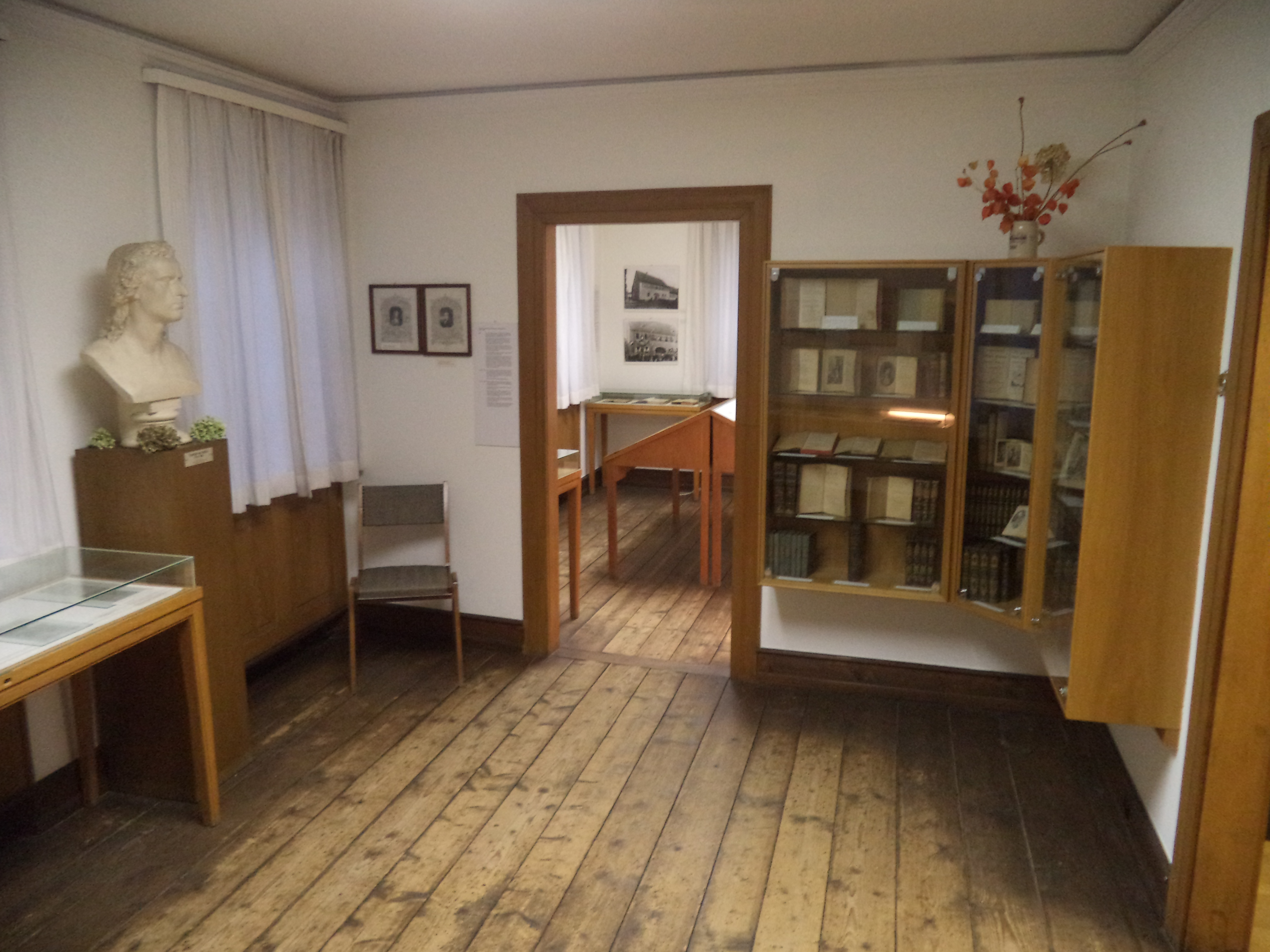
Ausstellungsraum in der Gedenkstätte